# Donata Govoni
Donata Govoni, po mężu Sandrini (ur. 4 marca 1944 w Pieve di Cento) – włoska lekkoatletka, sprinterka i biegaczka średniodystansowa, trzykrotna medalistka igrzysk śródziemnomorskich i dwukrotna olimpijka.

## Kariera sportowa
Początkowo specjalizowała się w biegach sprinterskich. Była rezerwową zawodniczką w sztafecie 4 × 100 metrów na igrzyskach olimpijskich w 1960 w Rzymie. Odpadła w półfinale biegu na 200 metrów na mistrzostwach Europy w 1962 w Belgradzie, a sztafeta 4 × 100 metrów z jej udziałem została zdyskwalifikowana w finale. Na kolejnych mistrzostwach Europy w 1966 w Budapeszcie odpadła w półfinale biegu na 200  metrów i eliminacjach biegu na 400 metrów. 
Zdobyła srebrny medal w biegu na 100 metrów na igrzyskach śródziemnomorskich w 1967 w Tunisie, przegrywając jedynie z Sylviane Telliez z Francji, a wyprzedzając swą koleżankę z reprezentacji Włoch Patrizię Seriau. Odpadła w eliminacjach biegu na 400 metrów na igrzyskach olimpijskich w 1968 w Meksyku. Na mistrzostwach Europy w 1969 w Atenach zajęła 6. miejsce w finale biegu na 400 metrów i odpadła w eliminacjach sztafety 4 × 400 metrów. Odpadła w eliminacjach biegu na 400  metrów na halowych mistrzostwach Europy w 1970 w Wiedniu.
Później startowała z powodzeniem na dłuższych dystansach. Zajęła 6. miejsce w finale biegu na 800 metrów na halowych mistrzostwach Europy w 1971 w Sofii. Odpadła w półfinale tej konkurencji na mistrzostwach Europy w 1971 w Helsinkach. Zdobyła srebrne medale w biegu na 400 metrów (za Colette Besson z Francji, a przed Josefiną Salgado z Hiszpanii) i w biegu na 800 metrów (za Verą Nikolić z Jugosławii, a przed Besson) na igrzyskach śródziemnomorskich w 1971 w Izmirze. Ponownie zajęła 6. miejsce w biegu na 800 metrów na halowych mistrzostwach Europy w 1972 w Grenoble. Na igrzyskach olimpijskich w 1972 w Monachium odpadła w ćwierćfinale biegu na 400 metrów i eliminacjach biegu na 800 metrów. Była również rezerwową zawodniczką w sztafecie 4 × 100 metrów.
Govoni była mistrzynią Włoch w biegu na 100 metrów w latach 1961–1963, 1965–1967 i 1969, w biegu na 200 metrów w latach 1961, 1963 i 1965–1967, w biegu na 400 metrów w latach 1966, 1968, 1969, 1971 i 1973–1975, w biegu na 800 metrów w 1970 i 1972, w sztafecie 4 × 100 metrów w 1965, w sztafecie 4 × 200 metrów w 1975 oraz w biegu przełajowym na 3 kilometry w 1971. W hali była mistrzynią Włoch w biegu na 400 metrów w 1970 i 1973 oraz w biegu na 800 metrów w 1971 i 1972.
Pięciokrotnie poprawiała rekord Włoch w biegu na 400 metrów doprowadzając go do rezultatu 53,2 s, uzyskanego 2 sierpnia 1970 w Bukareszcie. Raz była rekordzistką Włoch w biegu na 800 metrów z czasem 2:03,9 (2 czerwca 1971 w Turynie) i trzykrotnie w sztafecie 4 × 400 metrów (do czasu 3:38,4 uzyskanego 2 lipca 1972 we Florencji). Wyrównała również rekord swego kraju w sztafecie 4 × 100 metrów z czasem 45,6 s (25 lipca 1964 w Sienie).